# Jan Podbereski
Jan Mikołajewicz Samson Podbereski herbu Tarnawa Odmienna – sędzia ziemski brasławski w latach 1620–1622, podsędek brasławski w latach 1618–1620, pisarz ziemski brasławski w latach 1594–1618.
Był posłem województwa wileńskiego na sejm 1600 roku.